# Líšná (okres Žďár nad Sázavou)
Líšná (německy Lischna) je obec v okrese Žďár nad Sázavou v Kraji Vysočina. Žije zde 49 obyvatel.

## Historie
První písemná zmínka o obci pochází z roku 1500.
| Rok            | 1869 | 1880 | 1890 | 1900 | 1910 | 1921 | 1930 | 1950 | 1961 | 1970 | 1980 | 1991 | 2001 |
| Počet obyvatel | 340  | 347  | 296  | 310  | 337  | 288  | 277  | 161  | 153  | 140  | 119  | 75   | 56   |

## Pamětihodnosti
- Venkovský dům čp. 29
- Venkovský dům čp. 53
- Venkovský dům čp. 4
- Kříž